# Bảo tàng Kaysone Phomvihane
Bảo tàng Kaysone Phomvihane  là bảo tàng tưởng niệm mang tên nhà lãnh đạo đầu tiên của Đảng Nhân dân Cách mạng Lào. Bảo tàng này khánh thành vào ngày 13 tháng 12 năm 1995 và tọa lạc tại thủ đô Viêng Chăn của Lào.